# インディオス・デ・グアンタナモ
インディオス・デ・グアンタナモ（西: Indios de Guantánamo）は、キューバの国内野球リーグであるセリエ・ナシオナル・デ・ベイスボルに所属する野球チーム。本拠地はキューバ南東部の都市グアンタナモ。

## 概要
グアンタナモにあるグエン・ヴァン・チョイ・スタジアムを本拠地とし、リーグ東地区に所属する。下位が定位置の球団ではあるが、優勝はまだないものの1998年、1999年、2010年、2011年、2013年と5回のプレーオフ進出経験がある。
近年も成績は芳しくなく、特に2017-2018シーズン以降は勝率.400以下、二ケタ順位が続き低迷している。
スタジアムの名前はベトコン兵士であったベトナム人のグエン・ヴァン・チョイにちなむ。

## チーム成績
- プレーオフ進出：5回
  - 第37回大会：初戦敗退
  - 第38回大会：準決勝（2回戦）進出

## 主な所属選手
- オネルキ・ガルシア
- ダリエル・イノホサ
- ヒオルビス・ドゥベルヘル
- ペドロ・レビージャ
- ヨイラン・セルセ
- ロエニス・エリアス